# James Randal Hall
James Randal Hall (* 1958 in Augusta, Georgia) ist ein US-amerikanischer Jurist und Politiker.

## Leben
Hall studierte am Augusta College und erhielt dort 1979 einen Bachelor of Arts (B.A.). An der Law School der University of Georgia erhielt er 1982 einen Juris Doctor. Hall praktizierte nun von 1982 bis 1985 als Rechtsanwalt in Augusta. Von 1985 bis 1996 war er als Rechtsberater und Vizepräsident der Bankers First Corporation tätig. Anschließend praktizierte er von 1996 bis 2008 erneut als Rechtsanwalt in Augusta. In dieser Zeit war er daneben von 2003 bis 2004 Senator im Senat von Georgia und vertrat dort den 22. Wahldistrikt.
Am 19. März 2007 wurde er von Präsident George W. Bush zum Richter am United States District Court für den südlichen Distrikt von Georgia nominiert, um den vakanten Sitz von Richter Berry Avant Edenfield neu zu besetzen. Am 10. April 2008 wurde er vom Senat der Vereinigten Staaten bestätigt. Am 29. April desselben Jahres erfolgte seine Vereidigung. Seit 2017 ist er der Oberste Richter (chief judge) dieses Distriktes. 